# Klebelsberg Glacier
Klebelsberg Glacier är en glaciär i Antarktis. Den ligger i Västantarktis. Argentina, Chile och Storbritannien gör anspråk på området. Klebelsberg Glacier ligger 1 098 meter över havet.
Terrängen runt Klebelsberg Glacier är kuperad åt nordost, men åt sydväst är den bergig. Trakten är obefolkad. Det finns inga samhällen i närheten.